# Église Saint-Étienne de Lyon
L'église Saint-Étienne de Lyon, détruite après la Révolution française, est probablement la plus ancienne église de Lyon. Elle appartient au groupe cathédral de Lyon et se trouve au nord de la primatiale Saint-Jean et au sud de l'église Sainte-Croix. Elle englobe le baptistère antique qui jouxtait la cathédrale.

## Histoire
Le vocable de Saint-Étienne est le plus ancien associé au groupe épiscopal de Lyon et est toujours présent dans celui de la primatiale voisine. Les membres du chapitre cathédral de Lyon, liés à la primatiale Saint-Jean, ont d'ailleurs gardé au moins jusqu'à la Révolution le nom de chanoine de Saint-Étienne, qui était alors également le saint-patron du diocèse.
Le catalogue épiscopal du XIIe siècle attribue la fondation de « l'église et du baptistère Saint-Étienne » à l'évêque Albin (fin du IVe siècle), vraisemblablement à l'emplacement d'un ancien lieu de culte abandonné précocement.
Le témoignage de Sidoine Apollinaire atteste des embellissements et de l'achèvement de l'église de Lyon sous l'évêque Patiens († avant 494). Les fouilles archéologiques ont exhumé des traces d'une structure puissante du IVe siècle à l'ouest de l'emplacement du baptistère et au nord de Saint-Jean (tous deux postérieurs) pouvant être interprétés comme les restes d'une église, qui serait alors la plus ancienne de Lyon et la première ecclesia (église principale) avant la construction de Saint-Jean.
À l'époque mérovingienne, l'église Saint-Étienne est encore à l'ouest du baptistère et aurait été légèrement déplacée au sud pour laisser de la place à l'église Sainte-Croix construite à cette époque.

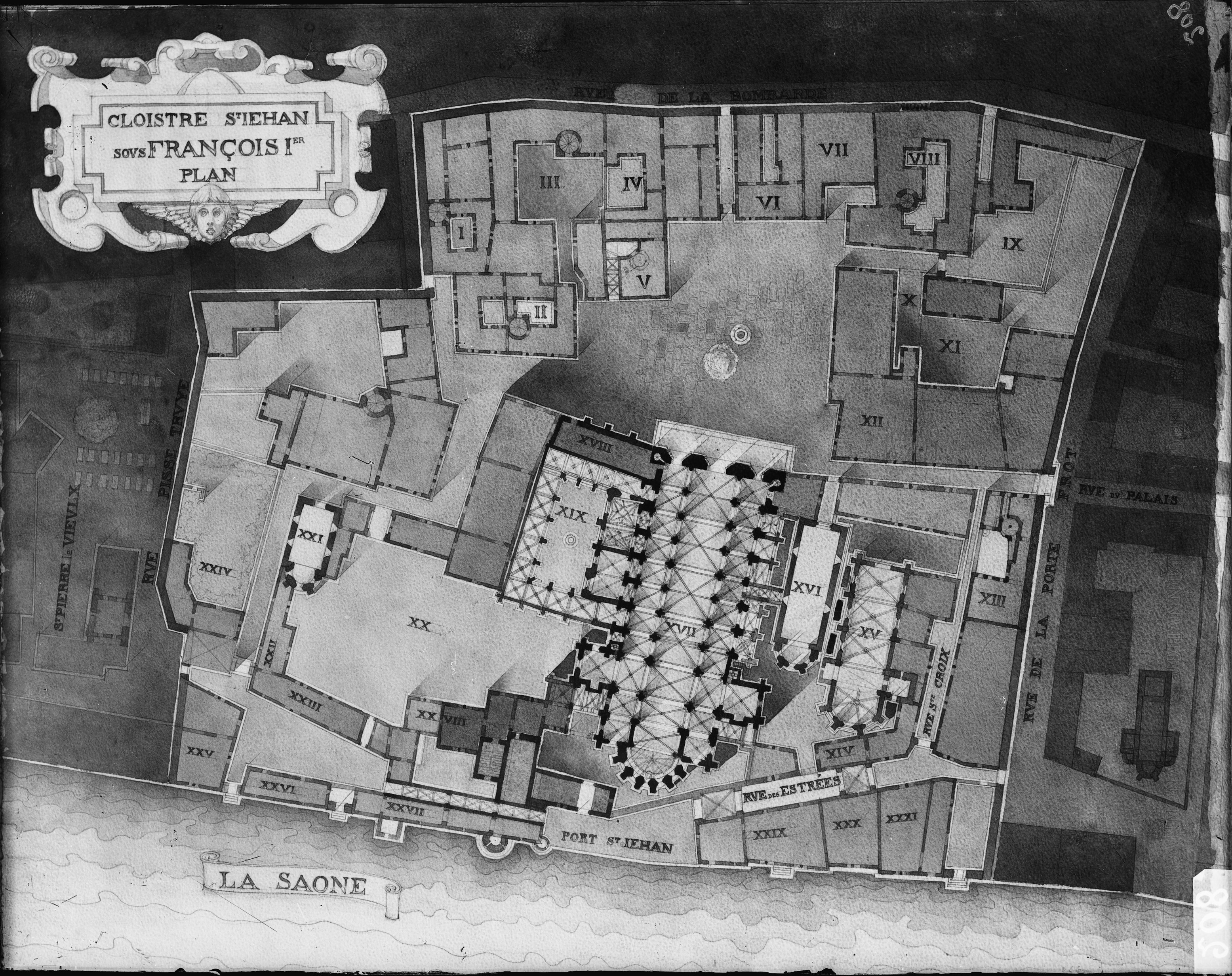
Le groupe épiscopal au XVIe siècle

Leidrade, évêque de la renaissance carolingienne, rend compte à l'empereur Charlemagne des travaux qu'il a effectués dans l'église. À cette époque, le baptistère cesse de servir et l'église s'étend alors sur son emplacement. La dédicace à saint Étienne apparaît ainsi tardivement dans les sources des VIIIe – IXe siècles, apparemment attachée dès lors uniquement à l'ancien baptistère, alors que l'édifice est lui-même dédié à saint Jean Baptiste (jusqu'alors patron de l'ancienne basilique funéraire devenue Saint-Irénée).
L'église Saint-Étienne resta tout au long du Moyen Âge l'église des chanoines de Saint-Jean.
Au XIe siècle, l'église est rebâtie à l'emplacement de l'ancien baptistère. L'église romane est de petite taille (25 mètres de long, 17 mètres de large) et de plan centré. Elle possède trois absides dans un mur plat, un court transept probablement voûté d'après les contreforts, peut-être une coupole, une courte nef et un porche. À la fin du XIIe siècle, elle est ensuite allongée vers l'ouest vers l'emplacement de l'église mérovingienne, on lui ajoute des bas-côtés et au XVe siècle l'archevêque Amédée de Talaru fait percer l'abside pour y installer de grandes verrières. Avant la Révolution, c'est donc une église à trois nefs et dont le porche arrive jusqu'à la façade de Saint-Jean que l'on trouve représenté sur certaines gravures.
L'église est détruite en 1792 afin d'ouvrir la rue Saint-Étienne. Elle a été l'objet de fouilles conduites par Jean-François Reynaud dans les années 1970 lors d'un projet d'agrandissement du palais de justice, finalement abandonné au profit d'un parc archéologique exposant les fondations du chœur de l'église Saint-Étienne et du baptistère qu'elle contient à côté des vestiges de l'église Sainte-Croix.